# Faramea coerulescens
Faramea coerulescens är en måreväxtart som beskrevs av Karl Moritz Schumann och Kurt Krause. Faramea coerulescens ingår i släktet Faramea och familjen måreväxter. Inga underarter finns listade i Catalogue of Life.